# Картледж, Пол
Пол Энтони Картледж (англ. Paul Anthony Cartledge; род. 24 марта 1947 года) — британский историк античности, специалист по истории Афин и Спарты в классические века. Именной профессор греческой культуры Кембриджа (2008-2014). Доктор философии.
Почётный гражданин города Спарты.
Учился в оксфордском Нью-Колледже, ученик Джеффри де Сент-Круа (бакалавр искусств, магистр искусств 1969).
Затем в Оксфорде сделал докторскую диссертациею по археологии Спарты у профессора Джона Бордмана.
Преподавал в 1972—1973 годах в Новом Университете Ольстера, в 1973—1978 годах — в дублинском Тринити-колледже, в 1978—1979 годах — в Уорикском университете.
С 1979 года в Кембриджском университете, член его Клэр-колледжа.
В 2008—2014 годах именной профессор греческой культуры Кембриджа, затем эмерит.
Накануне референдума о независимости Шотландии в 2014 году стал одним из подписантов открытого письма против неё в The Guardian.
Женат на Джудит Портрейт (Judith Portrait).